# Marvelous Party Tour
Il Marvelous Party Tour è il terzo tour dei Jonas Brothers. È il tour di promozione del loro secondo album, Jonas Brothers. Il tour conteneva decorazioni come cabine foto per aggiungere realismo al tema ballo. Inizia il 23 giugno 2007 e finisce il 15 ottobre 2007, per un totale di 46 shows

## Scaletta
1. "Kids of the Future"
2. "Mandy"
3. "Just Friends"
4. "Goodnight And Goodbye"
5. "Hello Beautiful"
6. "Australia"
7. "What I Go to School For"
8. "That's Just The Way We Roll"
9. "Hollywood"
10. "Inseparable"
11. "Still in Love With You"
12. "Hold On"

Encore
1. "SOS"
2. "Year 3000"

## Date
| Data              | Città          | Nazione      | Luogo                                             |
| Nord America      | Nord America   | Nord America | Nord America                                      |
| ----------------- | -------------- | ------------ | ------------------------------------------------- |
| 23 giugno 2007    | Winter Haven   | Stati Uniti  | Cypress Gardens                                   |
| 25 giugno 2007    | Lodi           | Stati Uniti  | Felician College                                  |
| 27 giugno 2007    | Nashville      | Stati Uniti  | Ryman Auditorium                                  |
| 28 giugno 2007    | Eureka         | Stati Uniti  | Six Flags St. Louis                               |
| 29 giugno 2007    | Pleasanton     | Stati Uniti  | Alameda County Fair                               |
| 30 giugno 2007    | Del Mar        | Stati Uniti  | San Diego County Fair                             |
| 2 luglio 2007     | Cleveland      | Stati Uniti  | House of Blues                                    |
| 5 luglio 2007     | Jackson        | Stati Uniti  | Six Flags Great Adventure                         |
| 6 luglio 2007     | Cohasset       | Stati Uniti  | South Shore Music Circus                          |
| 7 luglio 2007     | Westbury       | Stati Uniti  | North Fork Theatre                                |
| 9 luglio 2007     | Myrtle Beach   | Stati Uniti  | House of Blues                                    |
| 11 luglio 2007    | Savannah       | Stati Uniti  | Johnny Mercer Theatre                             |
| 12 luglio 2007    | Austell        | Stati Uniti  | Six Flags Over Georgia                            |
| 13 luglio 2007    | Bessemer       | Stati Uniti  | Alabama Adventure                                 |
| 14 luglio 2007    | Baton Rouge    | Stati Uniti  | Dixie Landin Theme Park                           |
| 15 luglio 2007    | Gurnee         | Stati Uniti  | Six Flags Great America                           |
| 16 luglio 2007    | Albuquerque    | Stati Uniti  | Kiva Auditorium                                   |
| 17 luglio 2007    | Tempe          | Stati Uniti  | Marquee Theatre                                   |
| 19 luglio 2007    | Santa Rosa     | Stati Uniti  | Sonoma County Fair                                |
| 21 luglio 2007    | Stillwater     | Stati Uniti  | Lumberjack Days                                   |
| 22 luglio 2007    | Stillwater     | Stati Uniti  | Radio Disney Parade                               |
| 24 luglio 2007    | Tulsa          | Stati Uniti  | Tulsa Performing Arts Center                      |
| 26 luglio 2007    | Corpus Christi | Stati Uniti  | Selena Auditorium                                 |
| 28 luglio 2007    | Readington     | Stati Uniti  | Festival of Ballooning                            |
| 29 luglio 2007    | Filadelfia     | Stati Uniti  | Penn's Landing Great Plaza                        |
| 30 luglio 2007    | Paso Robles    | Stati Uniti  | California Mid-State Fair                         |
| 31 luglio 2007    | West Hollywood | Stati Uniti  | The Roxy Theatre                                  |
| 3 agosto 2007     | Mitchellville  | Stati Uniti  | Six Flags America                                 |
| 3 agosto 2007     | Providence     | Stati Uniti  | Lupo's                                            |
| 4 agosto 2007     | Uncasville     | Stati Uniti  | Mohegan Sun Arena                                 |
| 5 agosto 2007     | Atlantic City  | Stati Uniti  | Atlantic City Outlets, The Walk                   |
| 6 agosto 2007     | New York       | Stati Uniti  | Gramercy Theatre                                  |
| 7 agosto 2007     | New York       | Stati Uniti  | Gramercy Theatre                                  |
| 9 agosto 2007     | Agawam         | Stati Uniti  | Six Flags New England                             |
| 11 agosto 2007    | Sparta         | Stati Uniti  | Kentucky Speedway                                 |
| 13 agosto 2007    | Indianapolis   | Stati Uniti  | Indiana State Fair                                |
| 14 agosto 2007    | Greensburg     | Stati Uniti  | Palace Theater                                    |
| 16 agosto 2007    | Poughkeepsie   | Stati Uniti  | The Chance                                        |
| 17 agosto 2007    | Altamont       | Stati Uniti  | Altamont Fair                                     |
| Caraibi           |                |              |                                                   |
| 19 agosto 2007    | San Juan       | Porto Rico   | Centro de Bellas Artes de Santurce, Luis A. Ferré |
| NordAmerica       |                |              |                                                   |
| 21 agosto 2007    | Orlando        | Stati Uniti  | House of Blues                                    |
| 23 agosto 2007    | Ocean Grove    | Stati Uniti  | Bash at the Beach                                 |
| 1º settembre 2007 | Valdosta       | Stati Uniti  | Wild Adventures                                   |
| 23 settembre 2007 | Puyallup       | Stati Uniti  | Puyallup Fair                                     |
| 7 ottobre 2007    | Mechanicsville | Stati Uniti  | Virginia State Fair                               |
| 8 ottobre 2007    | Dallas         | Stati Uniti  | State Fair of Texas                               |
| 9 ottobre 2007    | Perris         | Stati Uniti  | Southern California Fair                          |
| 14 ottobre 2007   | Perry          | Stati Uniti  | Georgia National Fair                             |
| 15 ottobre 2007   | Columbia       | Stati Uniti  | South Carolina State Fair                         |